# Liebestod

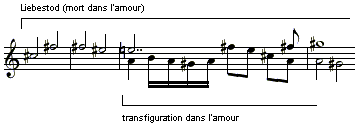
Motivo del Liebestod

Liebestod ("morte d'amore" in tedesco) è la drammatica aria finale dell'opera Tristano e Isotta di Richard Wagner.
L'aria comincia con il verso Mild und leise, che significa "mite e gentile" in tedesco. È considerato il climax dell'opera, poiché l'opera termina con Isotta che canta sopra il corpo di Tristano. 

## Letteratura
Quando usato come termine letterario, Liebestod (dal tedesco Liebe, amore e Tod, morte) si riferisce al tema letterario della morte erotica o "morte d'amore", nella quale i due amanti consumano il loro amore nella morte o dopo di essa. Alcuni esempi riguardano, oltre a Tristano e Isotta, Piramo e Tisbe e Romeo e Giulietta.